# Filip Bajon

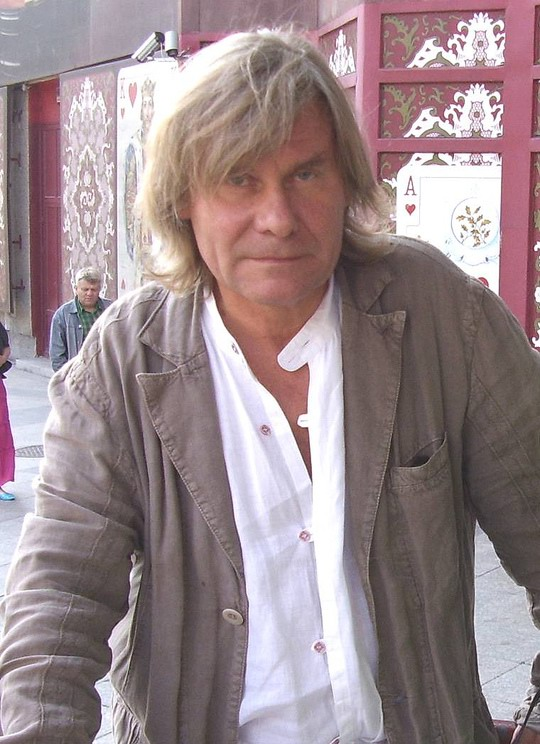
Filip Bajon (2007)

Filip Bajon (* 25. August 1947 in Poznań) ist ein polnischer Filmregisseur, Drehbuchautor und Schriftsteller.

## Leben
Filip Bajon besuchte die Schule in Posen und studierte nach dem Abitur zunächst Jura an der Adam-Mickiewicz-Universität Posen. Zu Studienzeiten verbrachte er sechs Monate von 1967 bis 1968 in Großbritannien. Das Studium schloss er 1970 mit dem Magister ab. Im gleichen Jahr veröffentlichte er in der Zeitschrift Miesięcznik Literacki seine erste Erzählungen Leżąc przy tej dziurze. 1971 wurde sein erster Roman veröffentlicht, der 1972 einen Preis als bestes Debüt des Jahres erhielt. Bis Mitte der 1970er Jahre folgten weitere Veröffentlichungen von Erzählungen und Romanen. Danach konzentrierte sich Bajon auf die Filmarbeit. Noch während seines Jurastudiums hatte er sich 1970 an der Filmhochschule Łódź für den Regiestudiengang eingeschrieben und beendete ihn mit dem Diplom 1974. In den Verband der Polnischen Literaten wurde er 1975 aufgenommen. Nach ersten Kurzfilmarbeiten und debütierte er 1977 mit dem Fernsehfilm Powrót. Sein Kinodebüt gab er 1979 mit dem Film Aria dla atlety. In den 1990er Jahren führte er mehrmals Regie im Fernsehtheater und führte auch am Teatr na Piętrze in Posen, am Stary Teatr in Krakau und am Teatr Dramatyczny in Warschau Regie. Mit der Schlesischen Universität in Katowice arbeitet er seit 1999 zusammen. Für seine künstlerische Leistungen im Bereich des Films wurde ihm 2002 der Doktor verliehen und seit 2004 wurde er als außerordentlicher Professor an die Schlesische Universität berufen. Seit Februar 2015 ist er Direktor des Filmstudios Kadr.
Bajon ist der Drehbuchautor sämtlicher seiner Filme. Er lebt in Warschau.

## Prosa
- Białe niedźwiedzie nie lubią słonecznej pogody, 1971
- Proszę za mną na górę, 1975
- Serial pod tytułem, 1976
- Podsłuch, 1994

## Filme (Auswahl)
- 1979 – Aria dla atlety (mit Krzysztof Majchrzak)
- 1980 – Wizja lokalna 1901
- 1981 – Wahadełko (mit Janusz Gajos, Mirosława Marcheluk)
- 1982 – Der Konsul (Limuzyna Daimler-Benz) (mit Michał Bajor, Maja Komorowska, Wojciech Pszoniak)
- 1987 – Chronik einer Fürstenfamilie (Biała wizytówka) (mit Jan Nowicki)
- 1989 – Pension Sonnenschein (mit Tadeusz Łomnicki)
- 1992 – Sauna (mit Bogusław Linda)
- 1994 – Lieber reich und schön (Lepiej być piękną i bogatą)
- 1996 – Posen 56 (Poznań 56) (mit Michał Żebrowski)
- 2001 – Vorfrühling (Przedwiośnie) (mit Mateusz Damięcki, Krystyna Janda, Janusz Gajos, Daniel Olbrychski)
- 2006 – Fundacja
- 2010 – Śluby panieńskie (mit Maciej Stuhr, Borys Szyc, Robert Więckiewicz)
- 2015 – Panie Dulskie (mit Katarzyna Figura, Krystyna Janda, Maja Ostaszewska, Władysław Kowalski)
- 2018 – Kammerdiener (Kamerdyner) (mit Adam Woronowicz, Janusz Gajos)

## Auszeichnungen
Im Jahre 2002 wurde Filip Bajon mit dem Orden Polonia Restituta ausgezeichnet.